# 얌니아 회의
얌니아 회의(Council of Jamnia)는 기원후 70년 예루살렘 성전 붕괴 이후 유일하게 살아남은 유대종교의 일파였던 바리새파가 유대교를 재건하고 성전없는 유대교를 구성하였던 종교회의 중 하나였다. 기원후 90년경 얌니아(Jamnia, 지금의 야브네(Yavneh))에서 개최한 바리새파 유대교로서 방향을 설정하고, 기독교와 관계를 단절하고, 경전의 정경 범위를 규정하는 의결을 내렸다.
예루살렘 멸망 후 랍비 요하난 벤 자카이(Yohanan ben Zakkai)가 얌니아에 세운 학교에서 유대교인들이 완결시켰다는 전승으로서, 유대학자 하인리히 그래츠(Heinrich Graetz)가 1871년 처음 제시한 이래 20세기에 가장 인기 있던 정설로서 오늘날까지 받아들여지고 있다.
그러나 1960년대부터 특히 개신교 측 성경학자들에 의해 반론이 늘어나고 있다.

## 요인
기원후 70년 유대전쟁으로 로마군대가 예루살렘을 공격하고 성전을 파괴하자 유대종교의 유파 중에서 친로마 정책을 취한 바리새를 제외하고, 사두개파, 에세네파, 젤롯파 등은 사라졌다.
바리새파는 성전 없는 상태에서 전쟁 이후 회당과 성경을 중심으로 하는 유대교를 정의하고, 바리새파 전통의 유대교를 구축해야 했다. 동시에 급성장을 하는 기독교에 대한 입장을 정리해야만 했다. 더군다나 기독교가 칠십인역 구약성경만이 아니라 새로운 기독교 경전을 형성하는 것에 자극을 받은 바리새파 유대인들이 경전의 마감을 서두른 것이다. 반면에 바리새파 안에서 묵시 경향을 띤 분파와 정통주의 바리새 파 분파 간에 논중에서 최종적인 전통적 바리새파 입장을 확정하고자했다는 의견도 있다.
성경의 원류에 해당하는 유대인의 성경 타나크는 대략 B.C. 1500~400년대 사이에 오랜 세월을 거쳐 바벨론, 블레셋, 이집트 등의 지역에서 낱권들로 기록된 경전들이 제시하는 사상들에 대한 대안적인 사상을 디아스포라 유대인들이 제시하려고 저술한 문서들로서, 오랜 세월을 거쳐 한권의 책으로 만들어졌는데, 본 얌니아 회의를 통해 현재의 분류가 확립되었다는 전승이 정설로 받아들여진다.

## 배경
탈무드(Talmud)는 AD 70년의 예루살렘 제2성전의 멸망 전과도 관련 있다. 랍비(Rabbi) 요하난 벤 자카이(Yohanan ben Zakkai)가 할라카(halakha, 유대인의 종교법) 학교를 세우는 것을 로마제국으로부터 허락받은 도시가 야브네(Yavne)이다.

## 참고 문헌
- Kantor, Mattis, The Jewish timeline encyclopaedia: a year-by-year history from Creation to the present day, Jason Aronson Inc., Northvale N.J., 1992